# Käräjäsaari (ö i Norra Österbotten)
Käräjäsaari är en ö i Finland. Den ligger i Pyhäjoki älv och i kommunen Haapavesi i den ekonomiska regionen  Haapavesi-Siikalatva ekonomiska region  och landskapet Norra Österbotten, i den centrala delen av landet, 400 km norr om huvudstaden Helsingfors. Öns area är 0,3 hektar och dess största längd är 120 meter i sydöst-nordvästlig riktning.